# Дальня Ігуменка
Дальня Ігуменка (рос. Дальняя Игуменка) — село у Корочанському районі Бєлгородської області Російської Федерації.
Населення становить 963 особи. Входить до складу муніципального утворення Меліховське сільське поселення.

## Історія
Населений пункт розташований у східній частині української суцільної етнічної території — східній Слобожанщині.
Згідно із законом від 20 грудня 2004 року № 159 від 20 грудня 2004 року органом місцевого самоврядування є Меліховське сільське поселення.

## Населення
| 2002 | 2010 |
| ---- | ---- |
| 682  | ↗963 |